# Scleroglossum sulcatum
Scleroglossum sulcatum là một loài dương xỉ trong họ Polypodiaceae. Loài này được v.A.v.R. mô tả khoa học đầu tiên năm 1912.